# Bioarchitettura
La bioarchitettura è l'insieme delle discipline dell'architettura che presuppongono un atteggiamento ecologicamente corretto nei confronti dell'ecosistema. In una visione caratterizzata dalla più ampia interdisciplinarità e da un utilizzo parsimonioso delle risorse, la bioarchitettura tende a integrare le attività umane alle preesistenze ambientali ed ai fenomeni naturali, al fine di realizzare un miglioramento della qualità della vita attuale e futura.
La bioarchitettura è una pratica architettonica rispettosa dei principi della sostenibilità, ed ha l'obiettivo di instaurare un rapporto equilibrato tra l'ambiente e il costruito, soddisfacendo i bisogni delle attuali generazioni senza compromettere, con il consumo indiscriminato delle risorse, quello delle generazioni future.
La bioarchitettura  che si diffuse in Italia negli anni ’90 del Novecento soprattutto grazie al pensiero ed alle azioni di Ugo Sasso - ha chiare radici culturali nell’architettura organica. Questa, quasi in contrapposizione con la tendenza razionalista, si era affermata grazie alle tesi ed alle realizzazioni di Frank Lloyd Wright, Hans Scharoun, Alvar Aalto; in Italia con il forte supporto di Bruno Zevi.
Alcuni dei principi progettuali alla base della bioarchitettura sono i seguenti:
- ottimizzare il rapporto tra l'edificio ed il contesto. Compito dell'architetto, come afferma Christian Norberg-Schulz, è creare luoghi significativi per aiutare l'uomo ad abitare, ciò attraverso la comprensione ed il rispetto del genius loci – lo spirito del sito;
- privilegiare la qualità della vita ed il benessere psico-fisico dell'uomo;
- salvaguardare l'ecosistema;
- impiegare le risorse naturali (acqua, vegetazione, clima);
- non causare emissioni dannose (fumi, gas, acque di scarico, rifiuti);
- concepire edifici flessibili e riadattabili nel tempo con interventi di ampliamento o cambiamento di destinazione d'uso;
- prevedere un diffuso impiego di fonti energetiche rinnovabili;
- utilizzare materiali e tecniche ecocompatibili, preferibilmente appartenenti alla cultura materiale locale.

Affinché tali principi possano integrarsi tra loro è necessario un progetto che si avvalga del contributo di numerosi specialisti.
L'industria delle costruzioni ha un forte impatto ambientale a causa dell'altissimo consumo energetico, delle sue emissioni nell'atmosfera, dell'inarrestabile consumo del territorio e del diffuso utilizzo di materiali di origine petrolchimica che determinano gravi problemi di inquinamento durante tutto il loro ciclo di vita.
Fine primario della bioarchitettura è dare all'edilizia un nuovo indirizzo rivolto al rispetto delle esigenze dell'ambiente.

## Le tecniche progettuali per la riduzione dei consumi energetici
È definita come "casa passiva" la casa energeticamente autosufficiente cioè che non consuma energia. Se consideriamo la sola fase di utilizzo dell'edificio, la casa passiva ha un impatto zero sull'ambiente, non consumando energia per riscaldare gli ambienti. La casa passiva, attraverso un'attenta progettazione basata sull'alto isolamento termico e sull'eliminazione dei ponti termici, riesce a sfruttare l'energia proveniente dall'esterno (sole) e quella prodotta al suo interno da elettrodomestici e dalle stesse persone che vi abitano, rinunciando così all'impianto di riscaldamento.
Tali soluzioni sono molto costose e convenienti nei climi rigidi da Europa, mentre nelle nostre latitudini occorrono soluzioni progettuali che considerano anche il raffrescamento per le esigenze.
L'edificio può avvalersi delle energie rinnovabili: per il riscaldamento si possono utilizzare i pannelli solari termici (o collettori solari), gli impianti a biomassa o la geotermia a bassa entalpia. Per l'energia elettrica si possono utilizzare i pannelli fotovoltaici, oppure sfruttare l'energia eolica con impianti di mini o micro eolico, o un impianto piccolo idroelettrico se disponibile un corso d'acqua con caratteristiche adeguate.
L'utilizzo di queste tecnologie consente di ridurre le emissioni in atmosfera di CO2  e di altri gas inquinanti.